# Issame Charaï
Issame Charaï (en arabe : عصام الشرعي), né le 11 mai 1982 à Merksem (Anvers) en Belgique, est un footballeur et entraîneur belgo-marocain qui joue au poste d'attaquant. Il est l'actuel entraîneur principal du KVC Westerlo.
Formé au K Berchem Sport dans sa ville natale, il dispute la majorité de sa carrière en D2 belge avant de remporter son championnat en 2009 avec le K Saint-Trond VV. Freiné par de graves blessures tout au long de sa carrière, il met un terme à celle-ci après un passage au KVK Tirlemont et à l'AS Verbroedering Geel.
En 2011, il se convertit en tant qu'entraîneur et prend les commandes de l'Al-Faisaly FC. De retour en Belgique, il devient adjoint de plusieurs clubs de la Pro League, notamment le K Beerschot VA, le K Saint-Trond VV et l'Oud-Heverlee Louvain. Depuis 2022, il est le sélectionneur de l'équipe olympique du Maroc avec laquelle il dispute et remporte la Coupe d'Afrique des nations en 2023.

## Biographie

### Carrière en tant que footballeur (1994-2012)
Issame Charaï naît à Merksem dans la banlieue d'Anvers de parents marocains originaire de Berkane . Jouant au football dès son plus jeune âge dans son quartier avec des amis, il prend le football plus au sérieux dès l'âge de douze ans en intégrant le centre de formation du K Berchem Sport après une phase de test de trois semaines. Il intègre l'équipe première dès l'âge de seize ans et fait ses débuts en 2000 en D4 belge. Avec ce club, il parvient à être promu en D3 belge.
Le 1 juillet 2003, il s'engage à K Lierse SK, club évoluant en Jupiler Pro League sous la houlette d'Emilio Ferrera. Lors de la saison 2004-05, il prend part à cinq matchs de championnat. Sa première titularisation a lieu à domicile le 5 février 2005 face au Club Bruges KV (défaite, 0-2).
En juillet 2005, il quitte le K Lierse SK pour s'engager au KFC Verbroedering Geel en D2 belge. Lors de la saison 2005-06, il y dispute 18 matchs et inscrit sept buts. 
En juillet 2006, il s'engage pour trois saisons à KV Malines en D2 belge et y devient un élément indispensable avec l'entraîneur Peter Maes. Le club termine premier du championnat et est promu en Jupiler Pro League. Lors de la saison 2007-08, il commence la saison par une titularisation face au RSC Anderlecht, le 3 août 2007 (défaite, 0-1). Il dispute 17 matchs et marque son premier but en D1, le 26 avril 2008 face au KVC Westerlo.
Le 11 juin 2008, il signe à K Saint-Trond VV en D2 belge et parvient à gagner une place de titulaire au sein du club. Il dispute son premier match le 13 août face à Oud-Heverlee Louvain (défaite, 1-3) et inscirt son premier but le 27 septembre face au KV Ostende (victoire, 0-3). Il termine la saison à la tête de la D2 belge et assure une montée en Jupiler Pro League.
Alors qu'il est âgé de 28 ans, il s'engage en août 2010 librement au RFC Tirlemont et dispute la saison 2010-11 en D2 belge.
Issame Charaï met un terme à sa carrière à l'âge de 32 ans, à l'AS Verbroedering Geel, après une succession de blessures durant la saison 2011-12.

### Carrière en tant qu'entraîneur (depuis 2013)
Peu après l'annonce de sa retraite de footballeur, il est motivé par Marc Brys pour une carrière d'entraîneur.
En 2013, il est désigné en tant que coach intérimaire à l'Al-Faisaly FC.
Après plusieurs passages dans le championnat belge en tant qu'adjoint, notamment au K Beerschot VA, K Saint-Trond VV et Oud-Heverlee Louvain, il est désigné par le président de la fédération marocaine Fouzi Lekjaa, en tant que sélectionneur national de l'équipe du Maroc olympique à partir du 11 novembre 2022, succédant ainsi à Houcine Ammouta. Le 22 mars 2023, il dispute son premier match en tant que sélectionneur du Maroc olympique pour un match amical face à la Côte d'Ivoire olympique à Rabat dans le cadre des préparations à la Coupe d'Afrique des nations de football des moins de 23 ans (défaite, 2-3),.
Le 15 juin 2023, à l'occasion des préparations à la CAN, il dispute un match amical contre l'équipe première de Mauritanie et parvient à battre cette équipe grâce à des doublés d'Ibrahim Salah et Younes Taha (victoire, 4-1). En juillet 2023, il remporte la CAN U23, étant la première du Maroc dans son histoire. Le 29 février 2024, à quelques mois des Jeux olympiques d'été de 2024 et après un différend avec le sélectionneur Walid Regragui, il est licencié par le président de la fédération Fouzi Lekjaa et est aussitôt remplacé par Tarik Sektioui.
Le 25 juillet 2024, il est désigné entraîneur adjoint du RC Strasbourg, épaulant ainsi l'entraîneur Liam Rosenior.
En 2025, il est entraîneur adjoint du Glasgow Rangers avant de rejoindre le KVC Westerlo, où il succède à Timmy Simons comme entraîneur principal, lors du mercato estival 2025.

## Statistiques

### Matchs en tant que sélectionneur national
| 1  | 22 mars 2023     | Rabat, Maroc      | Côte d'Ivoire olympique | 2 - 3 | Match amical |
| 2  | 24 mars 2023     | Rabat, Maroc      | Togo olympique          | 2 - 0 | Match amical |
| 3  | 27 mars 2023     | Rabat, Maroc      | Ouzbékistan olympique   | 3 - 0 | Match amical |
| 4  | 15 juin 2023     | Rabat, Maroc      | Mauritanie              | 4 - 1 | Match amical |
| 5  | 19 juin 2023     | Rabat, Maroc      | Zambie                  | 3 - 1 | Match amical |
| 6  | 24 juin 2023     | Rabat, Maroc      | Guinée olympique        | 2 - 1 | CAN U23      |
| 7  | 27 juin 2023     | Rabat, Maroc      | Ghana olympique         | 5 - 1 | CAN U23      |
| 8  | 30 juin 2023     | Rabat, Maroc      | Congo olympique         | 1 - 0 | CAN U23      |
| 9  | 4 juillet 2023   | Rabat, Maroc      | Mali olympique          | 2 - 2 | CAN U23      |
| 10 | 8 juillet 2023   | Rabat, Maroc      | Égypte olympique        | 2 - 1 | CAN U23      |
| 11 | 7 septembre 2023 | Fès, Maroc        | Brésil olympique        | 1 - 0 | Match amical |
| 12 | 12 octobre 2023  | Casablanca, Maroc | Irak olympique          | 0 - 1 | Match amical |
| 13 | 16 octobre 2023  | Casablanca, Maroc | République dominicaine  | 3 - 1 | Match amical |
| 14 | 16 novembre 2023 | Murcie, Espagne   | Danemark espoirs        | 0 - 3 | Match amical |
| 15 | 21 novembre 2023 | Murcie, Espagne   | États-Unis olympique    | 1 - 0 | Match amical |

## Palmarès

### En club
- Champion de Belgique D2 en 2009 avec Saint-Trond VV

### En sélection
Maroc -23 ans
- Coupe d'Afrique des nations :
  -  Vainqueur : 2023.

### Distinctions personnelles
- 2023 : Meilleur entraîneur de la phase de poule de la Coupe d'Afrique des nations U23[8],[9].